# Affaire du Spiegel
Pour les articles homonymes, voir Spiegel.
L’affaire du Spiegel (Spiegel-Affäre) est une crise politico-médiatique survenue en RFA à l’automne 1962 à la suite de l’arrestation et l’incarcération de plusieurs responsables du magazine d’information Der Spiegel, notamment son fondateur et directeur de publication Rudolf Augstein et le journaliste Conrad Ahlers, à l’initiative du ministre fédéral de la Défense, Franz Josef Strauß. L’action contre le magazine, accusé de haute trahison par Friedrich August von der Heydte  pour avoir publié des informations confidentielles sur la défense de la RFA, fut marquée par plusieurs graves irrégularités et suscita un large mouvement de protestation dans l’opinion publique, la presse et les milieux intellectuels ; elle mena à la recomposition du gouvernement CDU/CSU-FDP, avança le départ du chancelier Konrad Adenauer un an plus tard, et coûta son poste à Strauß.
L’affaire fut la première grande crise intérieure de l’histoire de la RFA et servit d’accélérateur à un mouvement de libéralisation politique et sociale et au reflux des traditions autoritaires qui s’étaient maintenues dans les années 1950 et 1960. Elle prépara l’alternance de 1969 en même temps que le mouvement d’opposition extra-parlementaire, et mena au renforcement de la garantie constitutionnelle de liberté de la presse et de liberté d’opinion en RFA. Sur le plan personnel, elle entacha durablement la réputation de Strauß, et renforça à la fois le prestige du Spiegel et de Rudolf Augstein.

## Circonstances

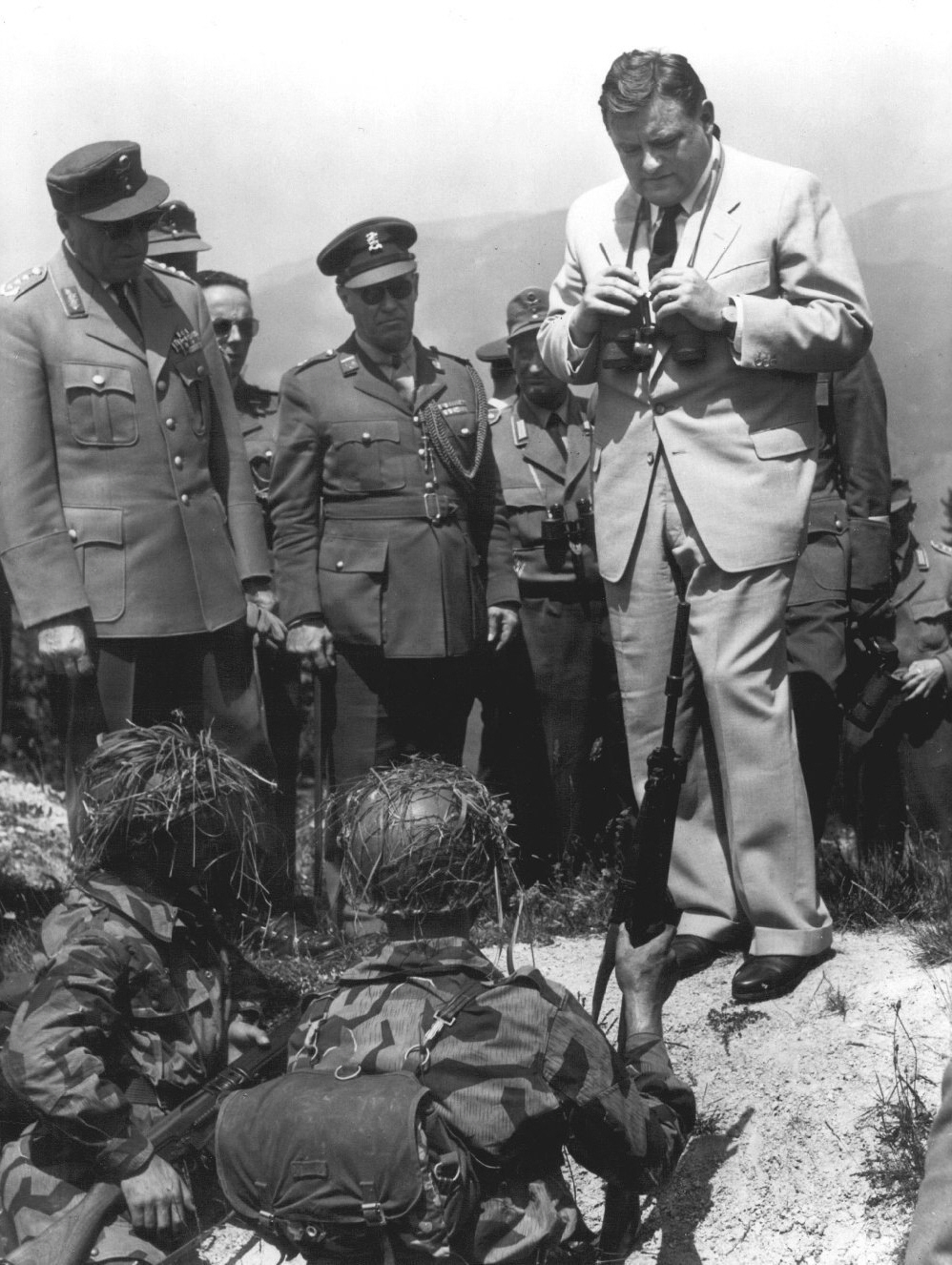
Franz Josef Strauß, ministre fédéral de la Défense, avec des soldats lors d’un exercice de terrain en 1960

La première grande crise intérieure de la jeune République fédérale correspond à une période de crispation internationale et de tension entre les deux blocs, tension dont l’Allemagne divisée par le Rideau de fer était l’un des principaux enjeux. La question du statut de Berlin avait suscité en 1961 des échanges menaçants entre le président américain John F. Kennedy et le leader soviétique Nikita Khrouchtchev, à la suite de quoi la République démocratique allemande avait décidé le verrouillage de sa frontière avec Berlin-Ouest le 13 août 1961 et la construction du Mur. L’affaire du Spiegel eut lieu en pleine crise des missiles : l’installation de missiles soviétiques à Cuba fut découverte le 14 octobre par l’armée américaine, le blocus de l’île décidé le 19 par Kennedy, l’ultimatum à l’Union soviétique lancé le 21. Informé par Kennedy, le chancelier ouest-allemand Konrad Adenauer avait placé la Bundeswehr en état d’alerte maximal.
En Allemagne de l’Ouest, Franz Josef Strauß, ministre fédéral de la Défense depuis 1956 et président de l’Union chrétienne-sociale en Bavière (CSU) depuis 1961, était partisan de la doctrine des « représailles massives », qui impliquait que toute agression soviétique devait provoquer une riposte nucléaire de la part de l’OTAN. Il prévoyait également d’équiper la Bundeswehr en armes nucléaires tactiques, qu’il voyait comme moins chères et plus prestigieuses que les équipements conventionnels. Les États-Unis avaient au contraire adopté en 1961, au début de la présidence Kennedy, la doctrine de la « riposte graduée », qui consistait à différer le plus possible le recours à l’arme nucléaire en cas de conflit et à gagner du temps pour des négociations. Les deux stratégies étaient vivement discutées dans le milieu politique et l’opinion publique de l’Allemagne fédérale, et le Spiegel était l’une des principales voix d’opposition aux conceptions défendues par Strauß.
Au-delà de sa politique de défense, le Spiegel, qui se considérait comme un défenseur des libertés et de la démocratie, était très critique de la personnalité et des ambitions de Strauß. Son fondateur et directeur de publication Rudolf Augstein, membre du Parti libéral-démocrate, le considérait comme un danger public et ne faisait pas mystère de sa volonté de l’empêcher d’accéder à la chancellerie, et il en avait fait la cible principale de ses attaques, publiées sous le pseudonyme de « Moritz Pfeil ». Le magazine traitait périodiquement d’irrégularités ou d’affaires dont il accusait le ministre ou ses proches de s’être rendu coupable. En 1961, lors de l’affaire Fibag, Strauß avait notamment été accusé d’avoir été corrompu pour favoriser l’attribution de marchés à la Fibag, une société de construction ; il fut disculpé par une commission d’enquête parlementaire le 25 octobre 1962, la veille des perquisitions contre le Spiegel. Il avait depuis longtemps promis de faire cesser la « terreur journalistique » venue de Hambourg, et avait, sans succès, intenté contre Augstein plusieurs procès pour diffamation, notamment en raison des accusations infondées de corruption.

## Événements

### Les révélations duSpiegel
À l’automne 1962, une série d’exercices fut organisée par l’OTAN sous le nom de Fallex 62. Les manœuvres révélèrent les graves carences de la Bundeswehr, à qui l’état-major de l’OTAN donna la note la plus basse dans son échelle de la préparation à une éventuelle guerre avec l’Union soviétique. Les forces armées ouest-allemandes auraient été incapables, après une attaque nucléaire soviétique, de faire face aux troupes du pacte de Varsovie par des moyens traditionnels, et la République fédérale n'aurait pu être défendue que par une contre-frappe nucléaire de l’OTAN.
Les conclusions de Fallex 62 étaient particulièrement gênantes pour Franz Josef Strauß, dans la mesure où elles faisaient apparaître l’urgente nécessité d’améliorer l’équipement traditionnel de la Bundeswehr plutôt que d’acquérir l’arme nucléaire, et elles étaient supposées rester strictement confidentielles. Le compte-rendu parvint pourtant au Spiegel, qui en révéla la teneur le 8 octobre 1962 dans un article annoncé en une, Bedingt abwehrbereit (« En état de défense conditionnel »), signé par Conrad Ahlers, rédacteur en chef adjoint et spécialiste des questions militaires. L’article, qui s’appuyait sur un certain nombre d’informations déjà contenues dans des publications à diffusion plus restreinte, indiquait que la stratégie d’équipement atomique du ministère de la Défense ne laissait à la République fédérale aucune chance de survie en cas d’attaque.

### L’action contre le magazine et le déclenchement de l’affaire

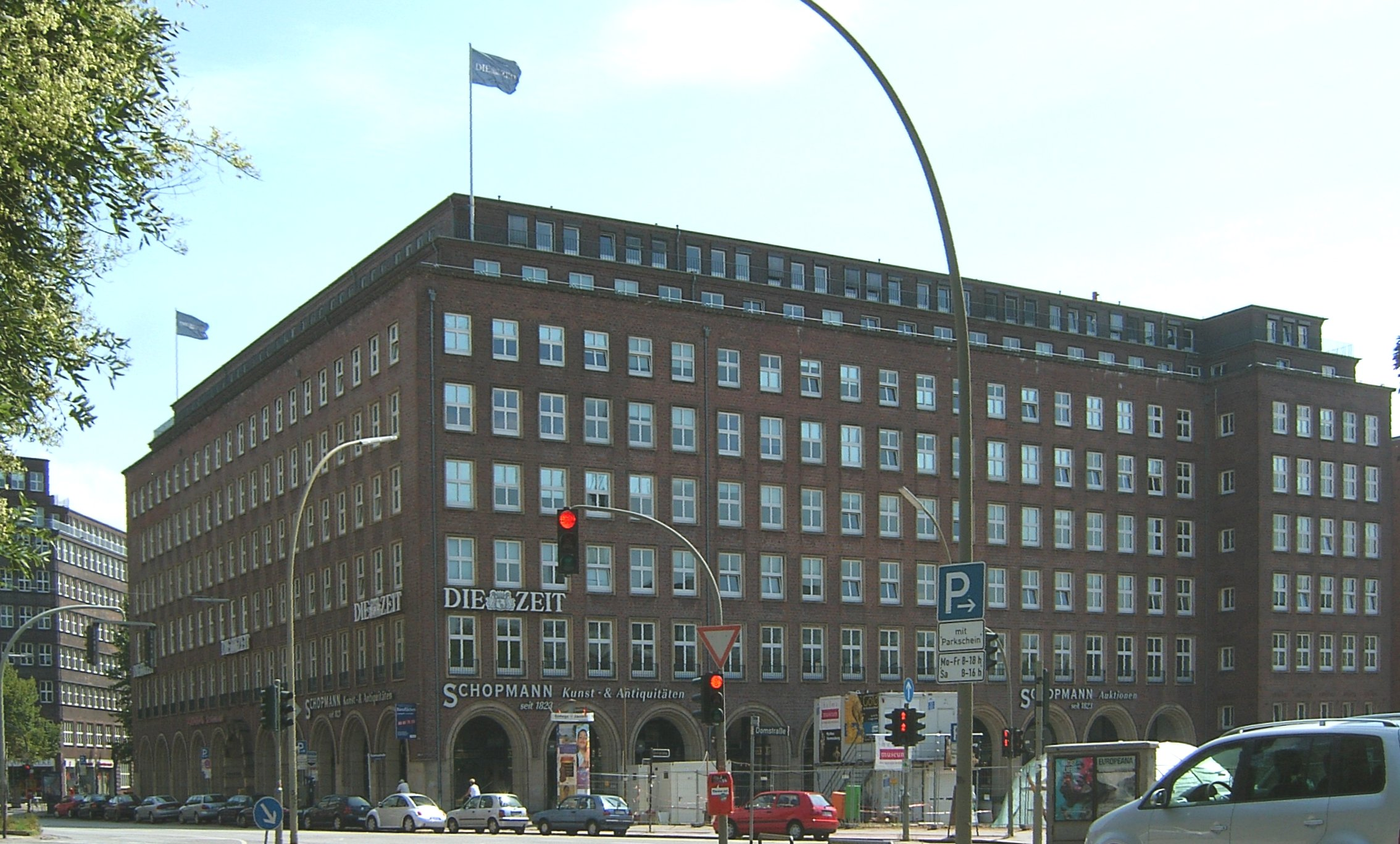
La maison de la presse du Kontorhausviertel, au Sud de la vieille ville de Hambourg. La rédaction du Spiegel était installée aux sixième et septième étages.

Dès le lendemain de la parution de l’article, le juriste Friedrich August von der Heydte, général de brigade de réserve, professeur à l’université de Wurtzbourg et membre de la CSU, déposa plainte pour haute trahison contre la rédaction du Spiegel auprès du parquet fédéral. Siegfried Buback, premier procureur à la Cour fédérale et juge d’instruction chargé du dossier, requit une expertise du ministère fédéral de la Défense, où le conseiller Heinrich Wunder, de la section juridique, lui déclara que l’article du Spiegel contenait une quarantaine d’informations couvertes par le secret d’État et n’ayant pu être obtenues que par la corruption de personnels militaires, et que ses auteurs avaient violé l’article 100 alinéa 1 du Code pénal. Buback délivra le 23 octobre les mandats d’arrêt et de perquisition demandés, qui visaient plusieurs rédacteurs du magazine.
Le vendredi 26 octobre, peu après 21 h, une trentaine d’agents de police se présentèrent au siège du Spiegel, à la maison de la presse du Kontorhausviertel à Hambourg, qu’ils commencèrent à perquisitionner ; les domiciles de plusieurs journalistes et les locaux du magazine à Bonn firent également l’objet de perquisitions. Des milliers de documents furent confisqués ainsi qu’une partie du matériel. Conrad Ahlers, en vacances avec son épouse sur la Costa del Sol en Espagne, fut interpellé dans la nuit à son hôtel par la police du régime franquiste, et accepta d’être rapatrié en Allemagne où il fut immédiatement incarcéré. Deux jours plus tard, le dimanche 28, Rudolf Augstein, qui s’était d’abord tenu à l’écart, se présenta à la police et fut placé en détention préventive. La police, après avoir laissé neuf rédacteurs terminer le numéro du lundi suivant sous contrôle étroit le matin du samedi 27, ferma les bureaux pour plusieurs semaines. L’opération mena également à l’arrestation des rédacteurs en chef Claus Jacobi et Johannes K. Engel à leur domicile, de l’éditeur du magazine Hans Detlev Becker, de l’avocat Josef Augstein, frère de Rudolf Augstein, du chef de bureau Hans-Peter Jaene et du rédacteur Hans Schmelz à Bonn, et de deux colonels, Adolf Wicht, du Service fédéral de renseignement, et Alfred Martin, de l’état-major de la Bundeswehr.
Si le chancelier fédéral Konrad Adenauer avait été informé de l’affaire, le ministre fédéral de la Justice, Wolfgang Stammberger, membre du FDP comme Augstein et ayant légalement autorité sur le parquet fédéral, apprit la procédure par la presse, Franz Strauß ayant interdit au secrétaire d’État de son ministère, Walter Strauß, de l’en informer. Le sénateur à l’Intérieur de Hambourg, le social-démocrate Helmut Schmidt, et le ministre de l’Intérieur de Rhénanie-du-Nord-Westphalie, le libéral-démocrate Willi Weyer, avaient également été de la même façon illégalement tenus à l’écart de l’opération de police. Franz Strauß était par ailleurs intervenu auprès de l’attaché militaire de l’ambassade d’Allemagne de l’Ouest à Madrid, le colonel Achim Oster, pour faire rapatrier Ahlers, sans en informer les Affaires étrangères.
L’action contre le Spiegel suscita de vives réactions dans l’opinion, notamment chez les étudiants, les universitaires, les intellectuels et les écrivains du Groupe 47, et des manifestations eurent lieu dans tout le pays, notamment devant la prison où était incarcéré Augstein aux cris de « Augstein dehors, Strauß dedans ! » (« Augstein raus und Strauß hinein! »), pour dénoncer une atteinte à la liberté de la presse et à la liberté d’opinion par les gouvernants chrétiens-démocrates et pour réclamer la démission de Strauß. Elle était également critiquée par le reste de la presse écrite, qui vit dans l’invocation du secret d’État une manœuvre visant à faire taire un organe de presse critique ; le quotidien Die Zeit, le magazine Stern et le Hamburger Morgenpost, installés à la maison de la presse, ainsi que le groupe Axel Springer, mirent à la disposition des journalistes du Spiegel les locaux et les ressources permettant de poursuivre la publication du magazine, qu’une interruption pendant trois ou quatre semaines aurait mis en faillite. La presse étrangère critiqua l’attitude de l’État, dans laquelle certains journalistes voyaient une résurgence des méthodes du régime nazi.
Le Bundestag, à l’initiative du groupe SPD, débattit de l’affaire du 7 au 9 novembre, dans une atmosphère houleuse. Strauß nia devant l’opinion et le Bundestag toute implication, et se défaussa sur les secrétaires d’État des ministères fédéraux de la Défense et de la Justice, Volkmar Hopf et Walter Strauß. Il fut défendu par le chancelier Adenauer qui, lors de la séance de questions du 7 novembre, déclara que les révélations du Spiegel constituaient « un abîme de haute trahison » (« ein Abgrund von Landesverrat »). Les attaques de l’opposition sociale-démocrate et des libéraux-démocrates mirent en difficulté le camp conservateur, ce qui poussa le chrétien-démocrate Will Rasner à accuser le SPD d’être le « Spiegel-Partei Deutschlands ». Le 9 novembre, Strauß dut finalement reconnaître qu’il avait donné instruction à l’attaché militaire à Madrid de faire arrêter Ahlers, ce qui était illégal — ou comme l’avait déclaré pour le défendre le ministre fédéral de l’Intérieur Hermann Höcherl, « quelque peu en dehors de la légalité » (« etwas außerhalb der Legalität »).

### La crise gouvernementale
La crise atteignit la coalition au pouvoir lorsque, le 19 novembre, les cinq ministres libéraux-démocrates démissionnèrent pour protester contre l’attitude de Strauß vis-à-vis de Stammberger, qui avait demandé dès le 31 octobre à être relevé de ses fonctions, et le président Erich Mende fit savoir que le FDP ne reformerait pas d’alliance avec la CDU/CSU si Strauß restait en fonction. Quatre ministres chrétiens-démocrates, dont le ministre fédéral du Logement Paul Lücke, mirent également leur démission dans la balance. L’affaire n’entama toutefois pas la popularité de Strauß en Bavière où, lors des élections législatives du 25 novembre, la CSU recueillit 47,5 % des voix, soit une légère progression depuis les élections de 1958.
Afin de reformer une coalition majoritaire et de rester au pouvoir, le chancelier Konrad Adenauer, qui avait dû interrompre une visite aux États-Unis, envisagea d’abord de s’associer avec le SPD pour former une grande coalition. Le but de la manœuvre aurait été d’introduire le scrutin majoritaire, qui aurait eu pour effet de priver de représentation parlementaire le FDP, allié difficile des démocrates-chrétiens depuis la fin des années cinquante. Le 26 novembre, Paul Lücke, avec l’assentiment d’Adenauer, rencontra secrètement Herbert Wehner, président du groupe SPD au Bundestag, afin de discuter de l’opportunité de former une alliance temporaire sous la direction d’Adenauer et sans Strauß.
Le 30 novembre, Strauß, qu’Adenauer avait cessé de soutenir, annonça son retrait du prochain cabinet, ce qui leva l’opposition des libéraux-démocrates et permit aux chrétiens-démocrates de mener les négociations de coalition sur deux fronts. Le 1er décembre, Adenauer ouvrit officiellement des négociations avec le SPD, représenté par son président Erich Ollenhauer, son vice-président Fritz Erler et son président de groupe Herbert Wehner, mais ils ne purent parvenir à un accord sur le scrutin majoritaire, qui divisait à la fois la CDU et le SPD. Le 5 décembre, les sociaux-démocrates, à la suite d'une houleuse réunion du groupe parlementaire et à une rencontre avec les dirigeants libéraux-démocrate, écartèrent définitivement une réforme du mode de scrutin et firent apparaître leur opposition à un maintien d’Adenauer à la chancellerie.
Face aux réticences des sociaux-démocrates, Adenauer annonça immédiatement la fin des négociations avec eux, et parvint le 11 décembre à s’accorder avec le FDP pour reconstituer la coalition bourgeoise. Il sortit toutefois affaibli du scandale du Spiegel, dont il n’avait pas prévu l’ampleur et qui ternit son image en Allemagne comme à l’étranger, et de la crise gouvernementale ; le 7 décembre, il annonça, à la suite des conditions posées par le FDP et conformément à l’accord tacite passé après les élections de l’année précédente, qu’il quitterait la chancellerie à l’automne suivant. Le remaniement gouvernemental, achevé le 13 décembre, entraîna la formation du cabinet Adenauer V, où le ministre-président de Schleswig-Hollstein, Kai-Uwe von Hassel, remplaçait Strauß à la Défense.

### La suspension de l’action policière
La police ne libéra les locaux du Spiegel que le 26 novembre. Conrad Ahlers fut libéré fin décembre 1962 après cinquante-six jours de détention préventive, Hans Schmelz à la mi-janvier après quatre-vingt-un-jours, et Rudolf Augstein le 7 février après cent trois jours. La rédaction du magazine attendit plus d’un an pour récupérer la totalité du matériel saisi fin octobre.

## Suites

### L’issue judiciaire de l’affaire
Le 13 mai 1965, la 3e chambre pénale de la Cour fédérale jugea que rien n’établissait une divulgation de secrets d’État par Ahlers et Augstein, mettant ainsi un terme judiciaire à l’affaire. Elle écarta toutefois des sanctions contre Franz Josef Strauß.
En janvier 1966, la Spiegel-Verlag déposa un recours auprès du Tribunal constitutionnel fédéral pour faire reconnaître que le Gouvernement fédéral avait porté atteinte à la liberté de la presse par les perquisitions et les réquisitions. Le 5 août, le recours fut rejeté faute d’une majorité parmi les juges pour trancher entre la primauté du secret militaire et celle du droit de la population à être informée. Toutefois, le jugement du Tribunal marqua la reconnaissance du rôle de la presse en démocratie et de sa mission dans la formation de l’opinion :
« Une presse libre, non dirigée par la puissance publique, non soumise à la censure est un élément essentiel de l’État libéral ; en particulier, une presse libre et paraissant périodiquement est indispensable à une démocratie moderne. […] À travers elle se forme l’opinion publique. […] Dans une démocratie représentative, la presse est un organe à la fois de liaison et de contrôle entre le peuple et ses représentants élus du parlement et du gouvernement. […] Les entreprises de presse doivent pouvoir se former librement dans l’espace social. Elles travaillent sur le fondement de l’économie marchande et sous la forme d’organisations de droit privé. Elles se trouvent les unes vis-à-vis des autres dans une situation de concurrence idéologique et économique dans laquelle la puissance publique ne doit fondamentalement pas intervenir. […] Toutefois, on peut également concevoir une forme de devoir de l’État d’écarter les risques que la formation de monopoles d’opinion ferait courir à une presse libre. »
Il mena à l’intégration de dispositions contre la constitution de monopoles de presse dans la loi de 1957 contre les restrictions apportées à la concurrence. L’affaire eut également pour conséquence de faire réviser la définition de la haute trahison dans le Code pénal.

### La carrière de Franz Josef Strauß

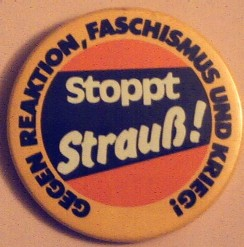
Badge de la campagne contre Franz Josef Strauß lors des élections de 1980, portant les inscriptions « Stop à Strauß ! » et « Contre la réaction, le fascisme et la guerre »

L’affaire du Spiegel a temporairement interrompu la carrière de Franz Josef Strauß, qui ne revint au cabinet fédéral que quatre ans plus tard comme ministre des Finances de la grande coalition de 1966. Ironiquement, ce retour lui donna l’occasion d’être en contact permanent avec l’homme qu’il avait fait arrêter en Espagne lors de l’affaire, Conrad Ahlers, devenu chef adjoint de l’office de presse et d’information et porte-parole adjoint du Gouvernement fédéral.
Son action contre le magazine lui a été reprochée tout au long de sa carrière, notamment lorsqu’il fut candidat de la CDU/CSU à la chancellerie pour les élections de 1980. Il a estimé dans ses mémoires avoir été lors de l’affaire « traité comme un Juif qui se serait risqué à un congrès du NSDAP ».
Le Spiegel demeura hostile au « Taureau de Bavière » et continua de l’attaquer périodiquement jusqu’à sa mort en 1988. Dans son numéro du 10 mars 1975, il publia ainsi le texte du discours prononcé par Strauß aux assises de la CSU à Sonthofen au mois de novembre précédent, dans lequel il déclarait que la CDU/CSU devait « miser sur l’affrontement tous azimuts » avec le SPD et l’assimiler aux privations de liberté et à l’hégémonie soviétique ; cette diatribe permit à la CDU d’imposer son président, Helmut Kohl, comme candidat de l’Union à la chancellerie pour les élections de novembre 1976, malgré le souhait d’une candidature de Strauß avancé par la CSU. Après les élections de 1976, le magazine révéla encore, dans son numéro du 29 novembre, les violents propos tenus par Strauß vis-à-vis de Kohl, président de la CDU, lors d’une réunion de la Junge Union dans un restaurant de Munich.

### La place duSpiegel
La prestige du Spiegel et son image de « gardien de la démocratie » en Allemagne ont été rehaussés par l’action du gouvernement. Sa diffusion passa de 500 000 à 700 000 exemplaires après l’affaire. Rudolf Augstein, détenu pendant plus de trois mois, est devenu à l’occasion de l’affaire « le héros de l’opinion publique critique et de toute une génération de jeunes universitaires », et a été désigné en 2000 « journaliste du siècle » par un jury de 101 journalistes.

## Portée

### La crise comme prémisse de l’alternance
Bien qu’elle ait abouti à court terme au maintien de Konrad Adenauer à la chancellerie et de la coalition bourgeoise au pouvoir, la crise gouvernementale de l’automne 1962 a rendu crédibles de nouvelles configurations du système partisan et prépara les deux étapes de l’alternance de la deuxième moitié de la décennie.
En menant avec le SPD des négociations de coalition, la CDU/CSU a en effet reconnu son aptitude et sa légitimité à gouverner, trois ans après son aggiornamento de Bad Godesberg. La « grande » coalition envisagée par Adenauer aboutit quatre ans après l’affaire, lorsque le départ du FDP du cabinet Erhard II provoqua la formation de la première coalition CDU/CSU-SPD avec Kurt Georg Kiesinger à la chancellerie et Willy Brandt à la vice-chancellerie. Alors qu’Adenauer voyait dans cette alliance le moyen d’introduire le scrutin majoritaire et de chasser les libéraux-démocrates du Bundestag, le SPD s’opposa à cette réforme afin de ménager le FDP.
Par ailleurs, le rapprochement du FDP et du SPD lors de l’affaire a préfiguré la formation de la coalition sociale-libérale de 1969. Le FDP a renforcé en défendant le Spiegel son orientation centriste et son enracinement dans le libéralisme politique, et a également constaté la possibilité d’un accord sur l’abandon de la réforme électorale. Les positions communes des deux partis lors de l’affaire ont répondu à la mobilisation de larges pans de l’opinion publique, notamment dans les milieux universitaires.

### La crise comme facteur de libéralisation
La culture politique de la République fédérale a été marquée par l’affaire du Spiegel, dont Heinrich August Winkler souligne qu’elle « servit de catalyseur à la relève d’une vision relativement conservatrice de l’État par une conception libérale » et marqua un moment de prise de conscience par lequel l’Allemagne de l’Ouest « renonça aux traditions de l’État autoritaire qui avaient encore survécu aux années cinquante ».
Un vaste débat opposa ces deux conceptions dans les milieux intellectuels, notamment marqué par deux lettres publiées pendant l’affaire dans le courrier des lecteurs de la Frankfurter Allgemeine Zeitung. La première, du 10 novembre, était due à l’historien conservateur Gerhard Ritter, professeur à Fribourg et né en 1888. Ritter approuva sans réserve l’attitude du gouvernement au nom de la « conscience publique », du « bien de l’État » et de sa « sécurité extérieure », et jugea « scandaleux » la « tempête théâtrale déclenchée par les hommes de lettres politiques et les esprits partisans » : « À force de fixer éternellement des yeux les horreurs de la dictature hitlérienne, serions-nous devenus si aveugles à la réalité qui nous entoure que nous préférons encore accepter que l’on mésuse du droit personnel de liberté garanti par l’État de droit, plutôt que de supporter l’une ou l’autre maladresse (ou incorrection) de nos organes judiciaires ? » Il dénonça également « une forme de terreur journalistique, les magazines d’information étant prêts à décocher leurs flèches empoisonnées contre quiconque ne les redoute pas ». Trois jours plus tard, le journal publia une réponse du politologue et historien Karl Dietrich Bracher, né en 1922 et professeur à Bonn. Bracher attaqua violemment la vision défendue par Ritter, qu’il accusait de porter « toutes les caractéristiques d’une idéologie de l’État qui n’admet que la politique de haut en bas, et accorde à une raison d’État soumise à la politique extérieure une priorité presque inconditionnelle sur la liberté intérieure et le respect de l’État de droit », et lui reprocha de justifier l’Obrigkeitstaat (« État de soumission, État autoritaire ») « qui ravale les citoyens au rang de sujet et soumet les principes de la démocratie à la défense de l’ordre et de l’armée ».
La vague de protestation et les manifestations eurent un large écho dans la société allemande, où elle renforça l’attachement à la liberté de la presse, à la liberté d’opinion et à l’État de droit ; les arguments de Ritter, souligne Winkler, « firent figure d’anachronisme » tandis que ceux de Bracher « résumaient bien les vues politiques de la jeune génération ». La mobilisation d’étudiants, d’universitaires, de syndicalistes et d’écrivains à l’automne 1962 préfigura l’« Opposition extra-parlementaire », née en 1966 de la crainte d’une atteinte aux libertés fondamentales par la coalition des deux grands partis. « L’occidentalisation de la République fédérale, conclut Winkler, était allée plus loin que son père [Adenauer] ne l’avait prévu et voulu. »